# Musikjahr 1728
Liste der Musikjahre

◄◄ | ◄ | 1724 | 1725 | 1726 | 1727 | Musikjahr 1728 | 1729 | 1730 | 1731 | 1732 | ► | ►►

Weitere Ereignisse
Dieser Artikel behandelt das Musikjahr 1728.

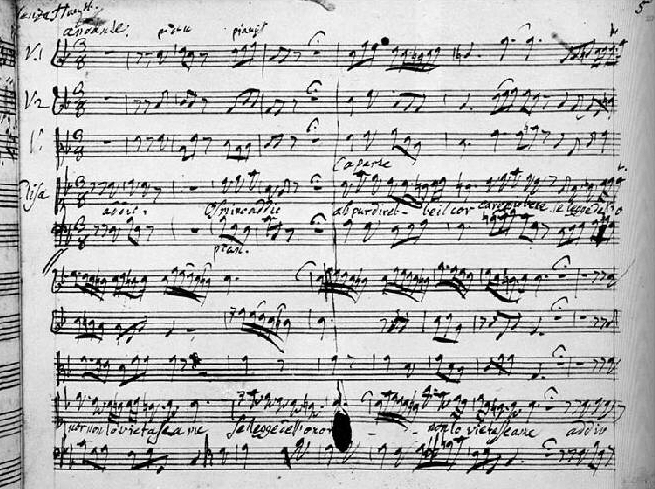
Beginn der Arie der Elisa in Händels Autograph des Tolomeo

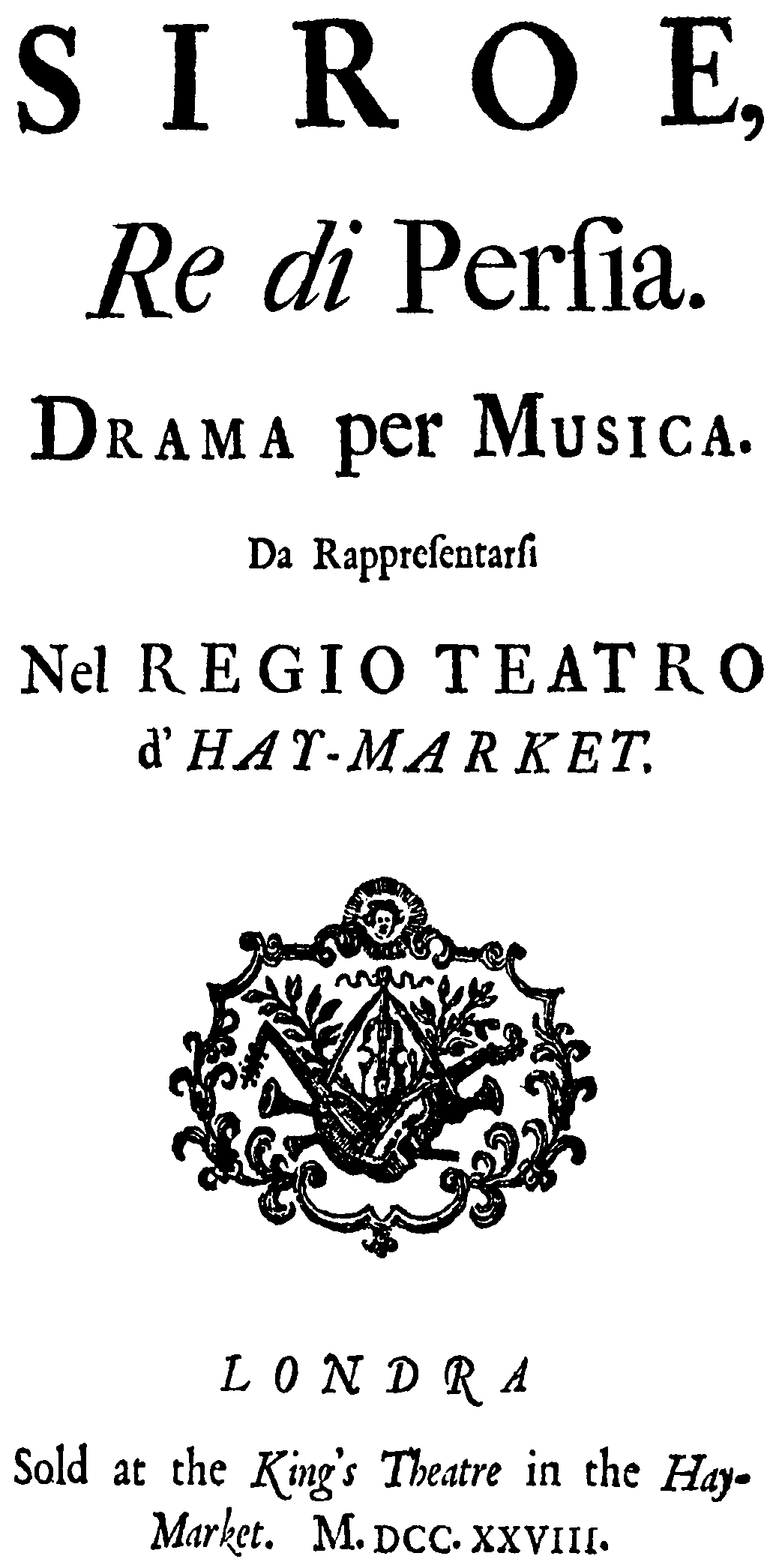
Georg Friedrich Händel – Siroe – Titelseite des Librettos – London 1728

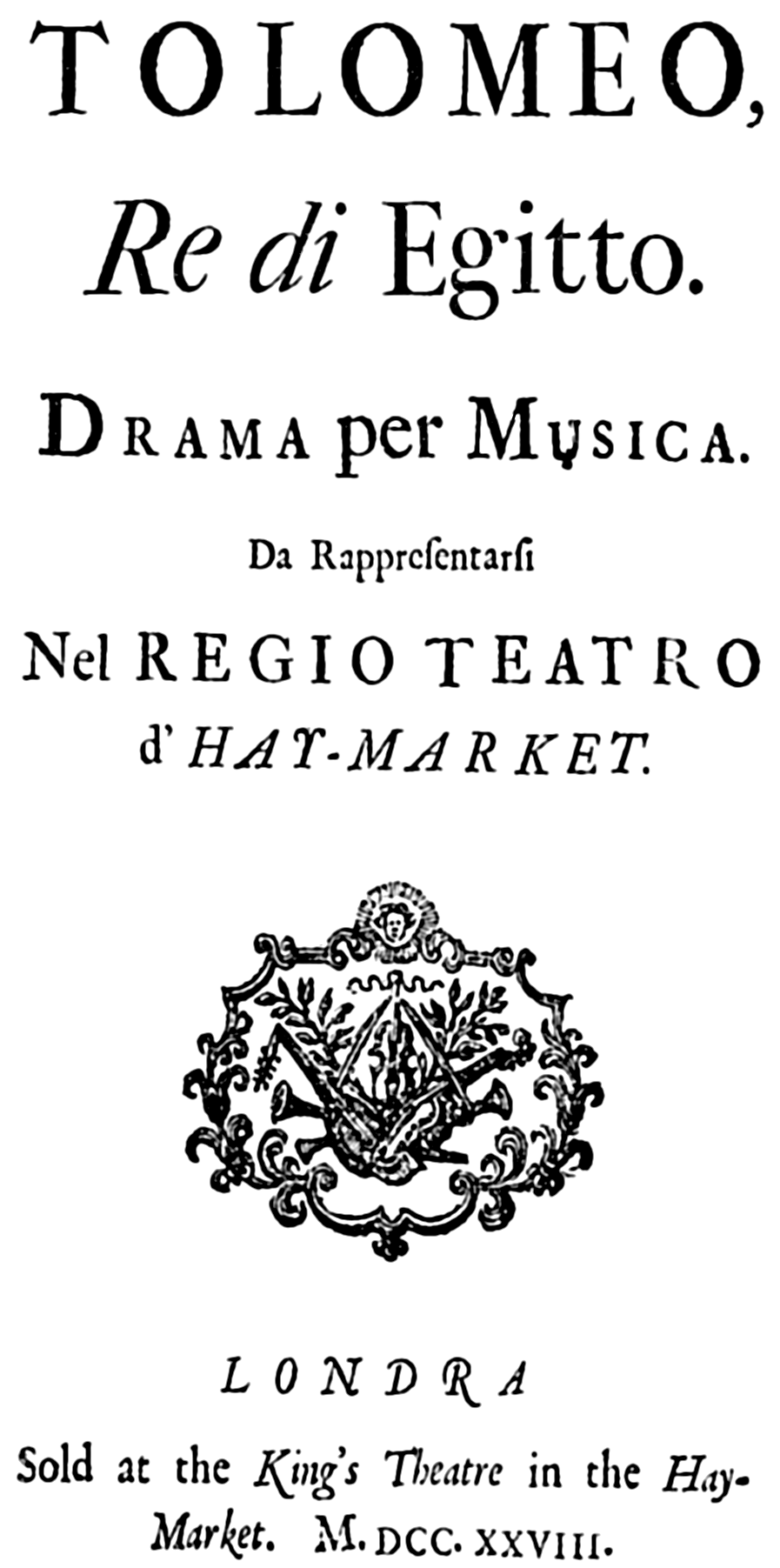
Georg Friedrich Händel – Tolomeo – Titelseite des Librettos – London 1728

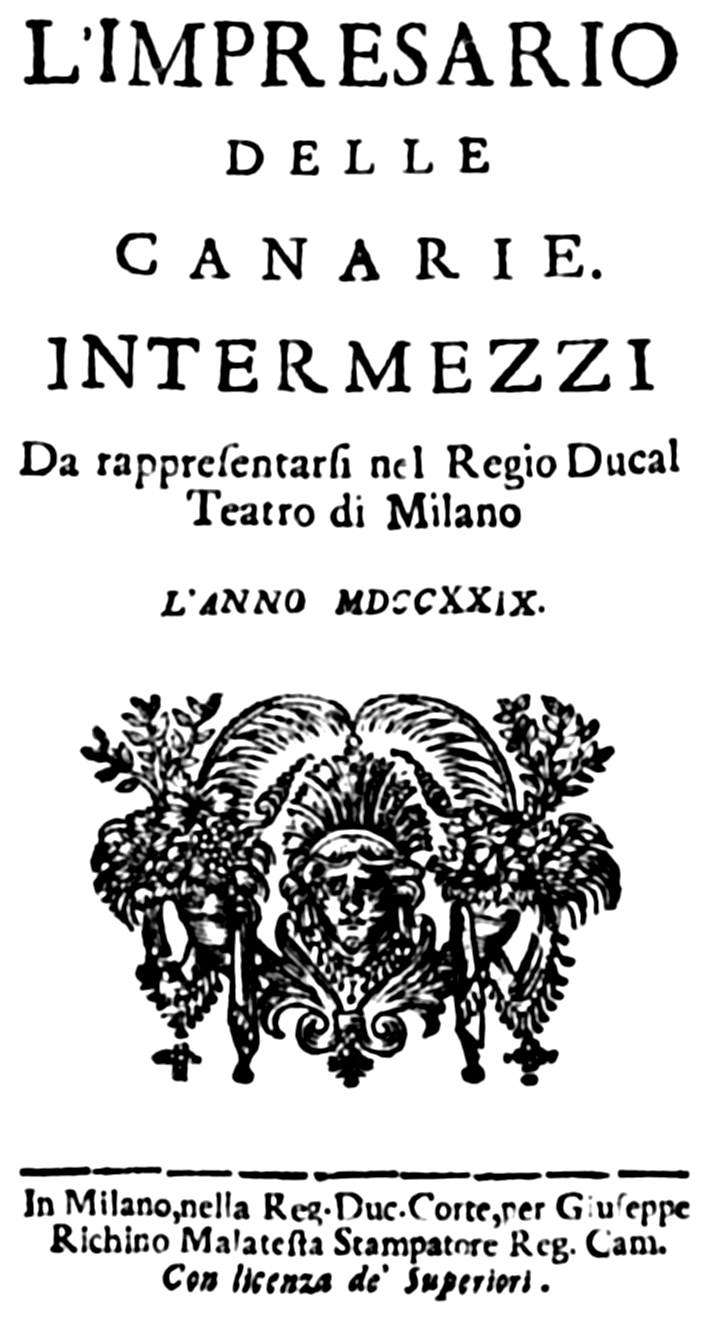
Tomaso Albinoni – L’impresario delle Canarie – Titelseite des Librettos – Mailand 1728

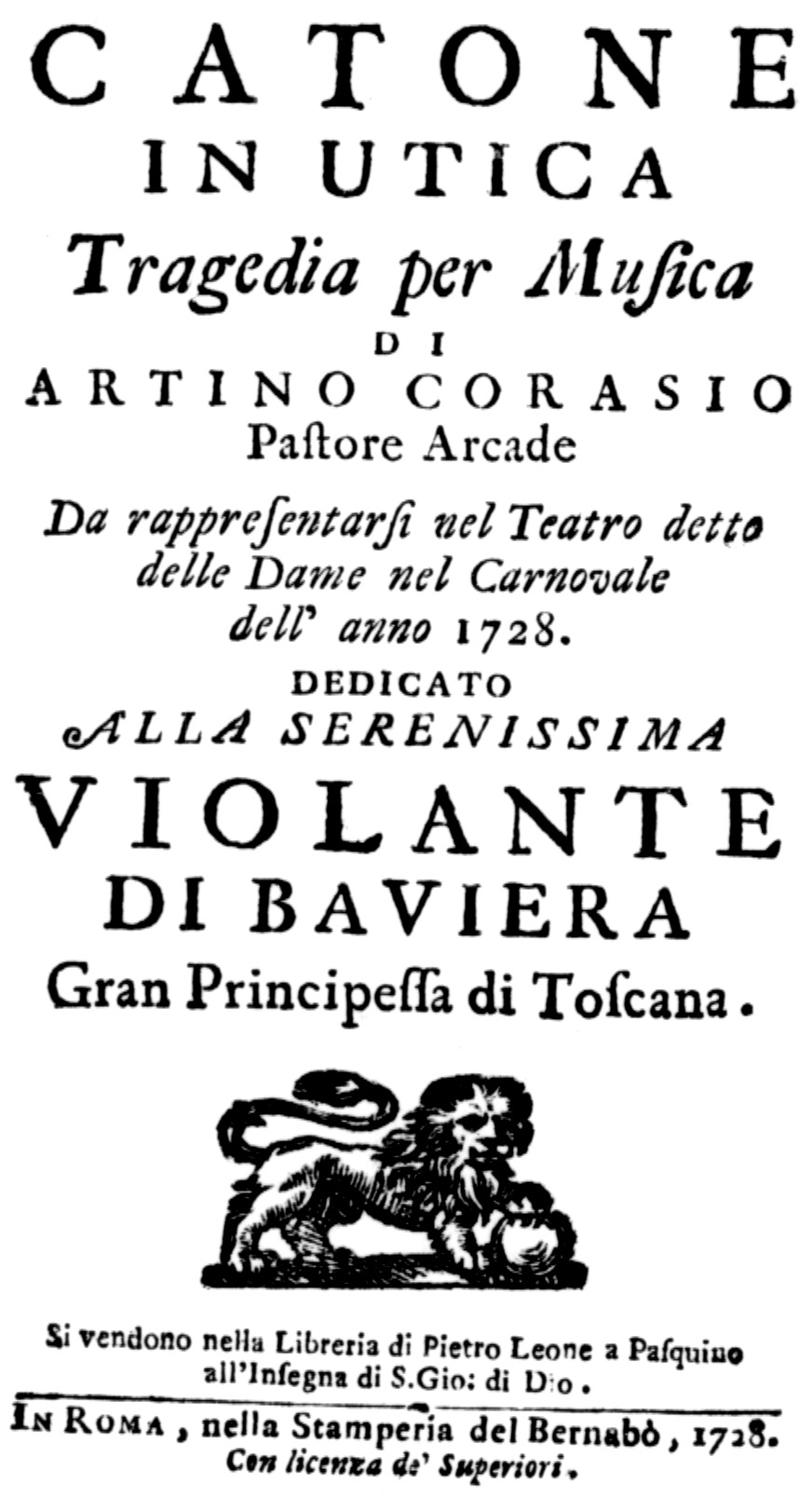
Leonardo Vinci – Catone in Utica – Titelseite des Librettos – Rom 1728

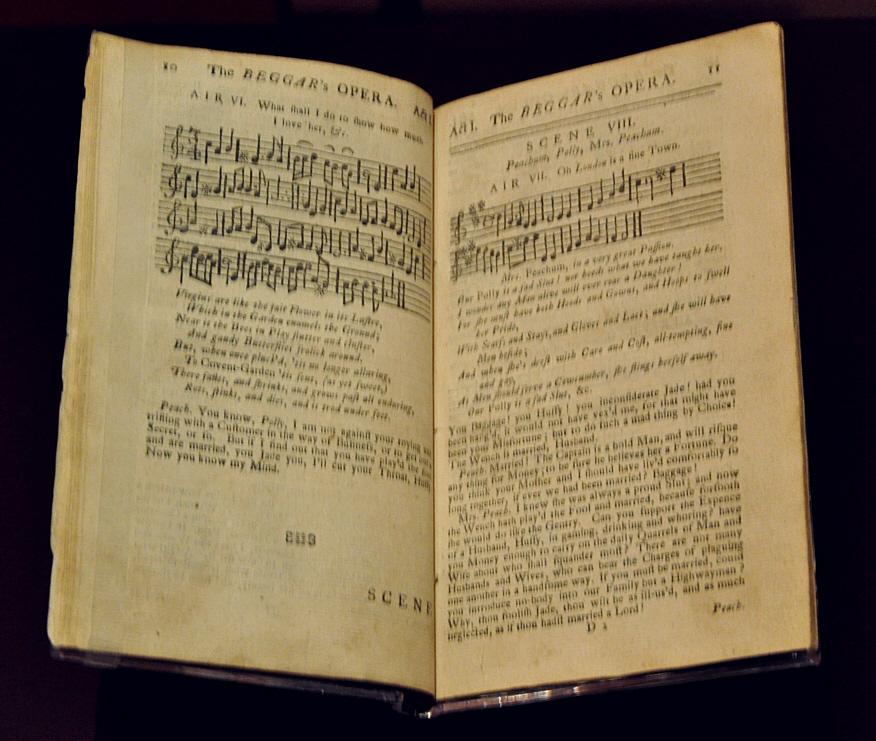
Das gedruckte Libretto der Beggar’s Opera mit Musik (veröffentlicht von John Watts, 3. Auflage 1728)

## Ereignisse

### Johann Sebastian Bach
- Johann Sebastian Bach ist seit dem 30. Mai 1723 Thomaskantor und musikalischer Leiter der Thomaskirche in Leipzig.
- Den Titel eines Fürstlich-Köthenischen Kapellmeisters darf Bach trotz seines Weggangs aus Köthen im Jahr 1723 führen. Er liefert noch bis zum Tod von Fürst Leopold von Anhalt-Köthen am 19. November 1728 Musik zu den Festtagen des Fürstenhauses.
- 17. Oktober: Bachs Kirchenkantate Ich habe meine Zuversicht (BWV 188) wird am 21. Sonntag nach Trinitatis uraufgeführt. Der Text für die Sätze 2 bis 5 der Kantate wurde von Christian Friedrich Henrici (auch als Picander bekannt) verfasst.
- 25. Dezember: Uraufführung der Bach-Kantate Ehre sei Gott in der Höhe (BWV 197a)
- Als Hommage an Leipzig komponiert Bach die Kantate Erwählte Pleißenstadt (BWV 216a).
- Johann Sebastian Bach wird zum dreizehnten Mal Vater. Das sechste gemeinsame Kind mit seiner zweiten Frau Anna Magdalena Bach, Regina Johanna (1728–1733), wird geboren. Der gemeinsame Sohn Christian Gottlieb (1725–1728) stirbt.
- Im Jahr 1728 stirbt auch 51-jährig Bachs letzte noch lebende Schwester Maria Salome.

### Georg Friedrich Händel
- Georg Friedrich Händel ist in London als musikalischer Direktor der Royal Academy of Music, eines Opernunternehmens auf Subskriptionsbasis am King’s Theatre, tätig.
- Händel wohnt seit Juli/August 1723 in London in der 25 Brook Street und bewohnt hier bis zu seinem Tod im Jahr 1759 zwei Stockwerke. Nahezu alle Werke, die seit 1723 entstehen, werden in diesem Haus komponiert. Auch die Vorbereitungen der Aufführungen finden oft im Händelschen Dining Room statt.
- 17. Februar: Die Oper Siroe, re di Persia von Georg Friedrich Händel auf ein Libretto von Nicola Francesco Haym nach einer Vorlage von Pietro Metastasio wird am King’s Theatre am Haymarket in London uraufgeführt.
- 30. April: Die Oper Tolomeo von Georg Friedrich Händel auf das Libretto von Nicola Francesco Haym nach einer Vorlage von Carlo Sigismondo Capece wird am King’s Theatre am Haymarket in London uraufgeführt. Die Titelrolle singt der Mezzosoprankastrat Senesino, weitere Rollen werden von Francesca Cuzzoni, Faustina Bordoni und Giuseppe Maria Boschi gesungen.
- Durch den Bankrott der Royal Academy of Music in London verliert Georg Friedrich Händel seinen Posten als musikalischer Direktor des Unternehmens. Er wird nach einer Pause von einer Theatersaison zusammen mit Johann Jacob Heidegger die New Academy oder Second Academy gründen und das King’s Theatre bis 1734 bespielen.

### Domenico Scarlatti
- Domenico Scarlatti ist seit 1719 in Lissabon Musiklehrer und Hofkapellmeister am Hofe des frommen und verschwendungssüchtigen Königs Johann V. Scarlatti hat hier vor allem geistliche Vokalwerke zu liefern und schreibt auch einige weltliche Serenatas. Er unterrichtet außerdem den jüngeren Bruder des Königs Dom António (1695–1757) und die an Asthma leidende portugiesische Prinzessin Maria Bárbara de Bragança am Cembalo, die sich als hochbegabte Musikliebhaberin erweist.
- Scarlatti unternimmt seine dritte Reise nach Italien. In Rom lernt er die 16-jährige Maria Caterina Gentili kennen. Das Paar heiratet und wird zusammen fünf Kinder haben.

### Georg Philipp Telemann
- Georg Philipp Telemann ist seit 1721 Cantor Johannei und Director Musices der Stadt Hamburg, eines der angesehensten musikalischen Ämter Deutschlands. In diesem Amt verpflichtet sich Telemann zur Komposition von zwei Kantaten wöchentlich und einer Passion pro Jahr, in späteren Jahren greift er allerdings bei seinen Kantaten auf frühere Werke zurück. Daneben komponiert er zahlreiche Musiken für private und öffentliche Anlässe, etwa für Gedenktage und Hochzeiten. Außerdem hat er für ein Jahresgehalt von 300 Talern auch die Leitung der Hamburgischen Oper am Gänsemarkt übernommen, baut das bereits 1660 von Matthias Weckmann gegründete, aber mittlerweile nicht mehr konzertierende Collegium musicum neu auf und übernimmt zusätzlich eine Stelle als Kapellmeister von Haus aus für den Hof des Markgrafen von Bayreuth. Dorthin liefert er von Zeit zu Zeit Instrumentalmusik sowie eine Oper jährlich.
- 26. Mai: Die Uraufführung der Oper Miriways von Georg Philipp Telemann auf das Libretto von Johann Samuel Müller findet an der Hamburger Oper am Gänsemarkt statt.
- 1728 gründet Telemann zusammen mit Johann Valentin Görner mit Der getreue Musikmeister die erste deutsche Musikzeitschrift, die auch Kompositionsbeiträge unterschiedlicher Musiker enthält. Die Musikzeitschrift soll das Musizieren daheim fördern und erscheint zweiwöchentlich. Neben Telemann und Görner werden elf andere zeitgenössische Musiker, unter anderem Keiser, Bonporti und Zelenka, mit ihren Kompositionen zur Zeitschrift beitragen.

### Antonio Vivaldi
- Antonio Vivaldi ist seit 1726 musikalischer Leiter des Teatro Sant’Angelo in seine Heimatstadt Venedig. Dort wird er sowohl als Komponist als auch als Geigenvirtuose zur lebenden Legende und zum „Wallfahrtsziel“ für viele Musiker aus ganz Europa.
- 29. Dezember: Antonio Vivaldis Opera seria in drei Akten L’Atenaide auf das Libretto von Apostolo Zeno wird zur Karnevalsaison 1729 im Teatro della Pergola in Florenz uraufgeführt.

### Weitere biografische Ereignisse
- Bartolomeo Cordans beginnt mit der Komposition von Opern für venezianische Opernhäuser, darunter die Oper Ormisda. Die Partitur dieser Oper ist verschollen, während das Libretto erhalten ist.
- Francesca Cuzzoni reist nach dem Bankrott der Royal Academy of Music aus England ab und geht zunächst an den Kaiserhof in Wien, wo sie „zur höchsten Zufriedenheit Ihro Kayserlichen Majestäten“ singt und man ihr eine Anstellung anbietet.
- John Gay und Johann Christoph Pepusch bringen am 29. Januar die Ballad Opera The Beggar’s Opera am Lincoln’s Inn Fields Theatre in London erstmals auf die Bühne. Gay und Pepusch treffen den Publikumsgeschmack, der sich zunehmend leichteren und politisch-satirischen englischsprachigen Musikdarbietungen zuneigt. Die Oper wird ein rauschender Erfolg und insgesamt 62 Mal hintereinander aufgeführt. Höhepunkt der Bettleroper ist eine Parodie auf Georg Friedrich Händels populären „Kreuzrittermarsch“ aus dessen Oper Rinaldo – gesungen von „Bettlern“, „Dieben“ und „Gaunern“.
- Johann Mattheson, der seit 1715 Vikar und seit 1718 Musikdirektor am Hamburger Dom ist, muss diese Stelle 1728 aufgeben, nachdem es zu einem schwerwiegenden Streit mit den Sängern seiner Oratorien gekommen ist, die ihn seitdem boykottieren. Zudem lässt sein Gehör stark nach, seine Schwerhörigkeit wird immer gravierender, bis er ganz ertaubt. Mattheson beginnt mit der Verfassung musiktheoretischer Schriften und gibt die deutsche Musikzeitschrift Der musicalische Patriot (1728/1729) heraus.
- Johann Georg Pisendel, der bereits seit Januar 1712 erster Violinist der Dresdner Hofkapelle ist, wird deren Konzertmeister. In diesem Jahr beginnt er außerdem ein Kompositionsstudium bei Johann David Heinichen.
- Johann Joachim Quantz wird Flötist bei der Kurfürstlich-Sächsischen und Königlich-Polnischen Kapelle in Dresden und lernt in Berlin den damaligen preußischen Kronprinzen Friedrich kennen, dem er fortan Flötenunterricht erteilt, was dessen Vater, König Friedrich Wilhelm I. jedoch sofort verbietet.
- Giuseppe Tartini eröffnet in Padua eine Musikschule, die Musiker aus ganz Europa anlocken wird, u. a. Gaetano Pugnani, Pasquale Bini, Johann Gottlieb Graun, Joseph Touchemoulin, Maddalena Sirmen, Pieter Hellendaal, André-Noël Pagin oder Carminato.
- Leonardo Vinci tritt im Februar in die Rosenkranzbruderschaft der Kirche Santa Caterina a Formiello in Neapel ein und wird kurz darauf Kapellmeister am Conservatorio dei Poveri di Gesù Cristo. Er gibt dieses Amt nach wenigen Monaten an Francesco Durante ab, um sich wieder stärker der Komposition von Opern widmen zu können. Er schließt Freundschaft mit dem Dichter Pietro Metastasio, von dessen Libretti er einige als Erster vertont. Darunter Catone in Utica, das 1728 in Rom uraufgeführt wird.

### Eröffnungen/Schließungen
- Die Royal Academy of Music in London ist bankrott und löst sich auf. Georg Friedrich Händel verliert seinen Posten als musikalischer Direktor, Johann Jacob Heidegger den Posten als Verwaltungsdirektor und Nicola Francesco Haym den Posten als Sekretär des Unternehmens. Die bisherigen Zugnummern der Akademie, Senesino und Francesca Cuzzoni verlassen England. Dazu beigetragen haben nicht zuletzt John Gay und Johann Christoph Pepusch mit ihrer The Beggar’s Opera.

### Uraufführungen

#### Bühnenwerke

##### Oper
- 02. Januar: Das auf Wunsch von Kardinal Pietro Ottoboni entstandene Libretto für das Oratorium Per la festività del Santo Natale von Pietro Metastasio wird in der ersten Vertonung von Giovanni Battista Costanzi im Palazzo della Cancelleria in Rom uraufgeführt.
- 29. Januar: Die Uraufführung der Ballad Opera The Beggar’s Opera von John Gay (Text) und Johann Christoph Pepusch (Musik) erfolgt am Lincoln’s Inn Fields Theatre in London.
- 17. Februar: Die Oper Siroe, re di Persia von Georg Friedrich Händel auf ein Libretto von Nicola Francesco Haym nach einer Vorlage von Pietro Metastasio wird am King’s Theatre am Haymarket in London uraufgeführt. Eine der Partien in der Oper singt Giuseppe Maria Boschi.
- 30. April: Die Oper Tolomeo von Georg Friedrich Händel auf das Libretto von Nicola Francesco Haym nach einer Vorlage von Carlo Sigismondo Capece wird am King’s Theatre am Haymarket in London uraufgeführt. Die Titelrolle singt der Mezzosoprankastrat Senesino, weitere Rollen werden von Francesca Cuzzoni, Faustina Bordoni und Giuseppe Maria Boschi gesungen.
- 26. Mai: Die Uraufführung der Oper Miriways von Georg Philipp Telemann auf das Libretto von Johann Samuel Müller findet an der Hamburger Oper am Gänsemarkt statt.
- 24. September: Die Uraufführung der Oper The Quaker’s Opera von Henry Carey findet in London statt.
- 29. Dezember: Antonio Vivaldis Opera seria in drei Akten L’Atenaide auf das Libretto von Apostolo Zeno wird zur Karnevalsaison 1729 im Teatro della Pergola in Florenz uraufgeführt.
- Tomaso Albinoni – L’impresario delle Canarie
- Giovanni Battista Costanzi – Carlo Magno (Libretto von Pietro Ottoboni, Uraufführung in Rom)
- Bartolomeo Cordans – Ormisda
- Leonardo Leo – La pastorella commattuta
- Georg Philipp Telemann – Emma und Eginhard
- Leonardo Vinci
  - Didone abbandonata
  - Catone in Utica
- Antonio Vivaldi – Rosilena ed Oronta (spätestens 1728)

##### Oratorium
- Georg Philipp Telemann
  - Freuet euch, ihr Ober-Alten, Gott hat diese Stadt erhalten (TWV 24:3a)
  - Israel, ach, geliebtes Vater-Herz! (TWV 5:13)

### Instrumentalmusik

#### Konzerte
- Antonio Vivaldi – 6 Concerti für Flöte, Streicher und b.c., op. 10 (veröffentlicht ca. 1728 bei Michel-Charles Le Cène, Amsterdam)
  - Flötenkonzert Nr. 1 F-Dur, RV 433 La tempesta di mare
  - Flötenkonzert Nr. 2 g-Moll, RV 439 La notte
  - Flötenkonzert Nr. 3 D-Dur, RV 428 Il gardellino
  - Flötenkonzert Nr. 4 G-Dur, RV 435
  - Flötenkonzert Nr. 5 F-Dur, RV 434
  - Flötenkonzert Nr. 6 G-Dur, RV 437

#### Kammermusik
- Johann Georg Pisendel – Gigue in a-Moll (gedruckt in Telemanns „Der getreue Music-Meister“, Hamburg, 1728/1799)
- Georg Philipp Telemann – Intrada, nebst burlesquer Suite („Gulliver Suite“) für zwei Violinen (unvollendet)
- Antonio Vivaldi – Sonate C-Dur (RV 801, komponiert ca. 1728)[1]

#### Gambenmusik
- François Couperin – Pièces de violes (Paris, 1728), 2 Suiten für Viola da gamba und b.c.

### Tastenmusik

#### Cembalo
- Johann Sebastian Bach – Partita Nr. 3 a-Moll, BWV 827 (Einzelpublikation 1728)
- Jean-François Dandrieu – Second livre de Pièces de clavecin

#### Diverse Tasteninstrumente
- Vincent Lübeck – Clavier Übung bestehend im Praeludio, Fuga, Allemande, Courante, Sarabande und Gigue als auch einer Zugabe von dem Gesang Lobt Gott ihr Christen allzugleich in einer Chaconne (Hamburg, 1728)
  - Præludium et Fuga ex A, LübWV 16/1&2 (Cembalo, Spinett, Clavichord)
  - Suite ex Gb, LübWV 17 (Cembalo, Spinett, Clavichord)
  - Chaconne. Lobt Gott ihr Christen allzugleich ex F, LübWV 18 (Orgel oder Cembalo)

### Vokalmusik

#### Geistlich
- Johann Sebastian Bach – Kantaten
  - Sei Lob und Ehr dem höchsten Gut (BWV 117)
  - Gott, man lobet dich in der Stille (BWV 120, komponiert 1728?)
  - Wir müssen durch viel Trübsal (BWV 146)
  - Ich habe meine Zuversicht (BWV 188)
  - Ehre sei Gott in der Höhe (BWV 197a, komponiert um 1728)[2]
- Johann David Heinichen
  - Missa D-Dur
  - Magnificat B-Dur
  - Te Deum D-Dur
  - Come? S’imbruna il ciel

#### Weltlich
- Johann Sebastian Bach
  - Kantate Vergnügte Pleißen-Stadt (BWV 216)
  - Kantate Erwählte Pleißenstadt (BWV 216a)
- Antonio Vivaldi – Kantate Sorge vermiglia in ciel (RV 667, komponiert ca. 1727–28)[1]

### Lehrwerke
- Johann David Heinichen – Der General-Bass in der Composition, Oder: Neue und gründliche Anweisung Wie ein Music-Liebender mit besonderm Vortheil, durch die Principia der Composition, nicht allein den General-Bass im Kirchen- Cammer- und Theatralischen Stylô vollkommen, & in altiori Gradu erlernen; sondern auch zu gleicher Zeit in der Composition selbst, wichtige Profectus machen könne. Nebst einer Einleitung Oder Musicalischen Raisonnement von der Music überhaupt, und vielen besondern Materien der heutigen Praxeos. Selbstverlag, Dresden 1728.

### Instrumentenbau
- Johann Christian Pfennig stellt die Orgel in der evangelischen Dorfkirche in Skassa fertig.

## Geboren

### Geburtsdatum gesichert
- 06. Januar (getauft): Charles-Joseph Sohier, französischer Geiger, Organist und Komponist († 1759)
- 16. Januar: Niccolò Piccinni, italienischer Komponist († 1800)
- 17. Januar: Johann Gottfried Müthel, deutscher Cembalist, Organist und Komponist († 1788)
- 16. Februar: Gaetano Guadagni, italienischer Opernsänger (Alt-Kastrat) und Komponist († 1792)
- 24. Februar: Franz Josef Aumann, österreichischer Komponist († 1797)
- 13. März: Vincenzo degli Abbati Olivieri, italienischer Musikkritiker und Komponist († 1794)
- 02. April: Franz Aspelmayr, österreichischer Komponist († 1786)
- 11. Mai: Pierre Gaviniès, französischer Violinist und Komponist († 1800)
- 01. August: Johann Ignaz Seuffert, deutscher Orgelbauer († 1807)
- 15. August: Georg Daniel Auberlen, württembergischer Musiker und Komponist († 1784)
- 28. November: Ernst Julius Marx, deutscher Orgelbauer († 1799)
- 09. Dezember: Pietro Alessandro Guglielmi, italienischer Komponist († 1804)
- 17. Dezember: Johann Julius Hummel, deutscher Musikverleger († 1798)
- 21. Dezember: Hermann Friedrich Raupach, deutscher Komponist († 1778)
- 25. Dezember: Johann Adam Hiller, deutscher Komponist, Musikschriftsteller und Kapellmeister († 1804)

### Genaues Geburtsdatum unbekannt
- Carl Gottlieb Richter, deutscher Pianist, Organist und Komponist († 1809)
- Franz Xaver Woschitka, österreichischer Komponist, Violoncellist, Violinist und Musikpädagoge († 1796)

## Gestorben

### Todesdatum gesichert
- 24. Januar: Johann Philipp Käfer, deutscher Barockkomponist, Organist und Kapellmeister (* 1672)
- 27. Januar: François Duval, französischer Violinist und Komponist (* 1672)

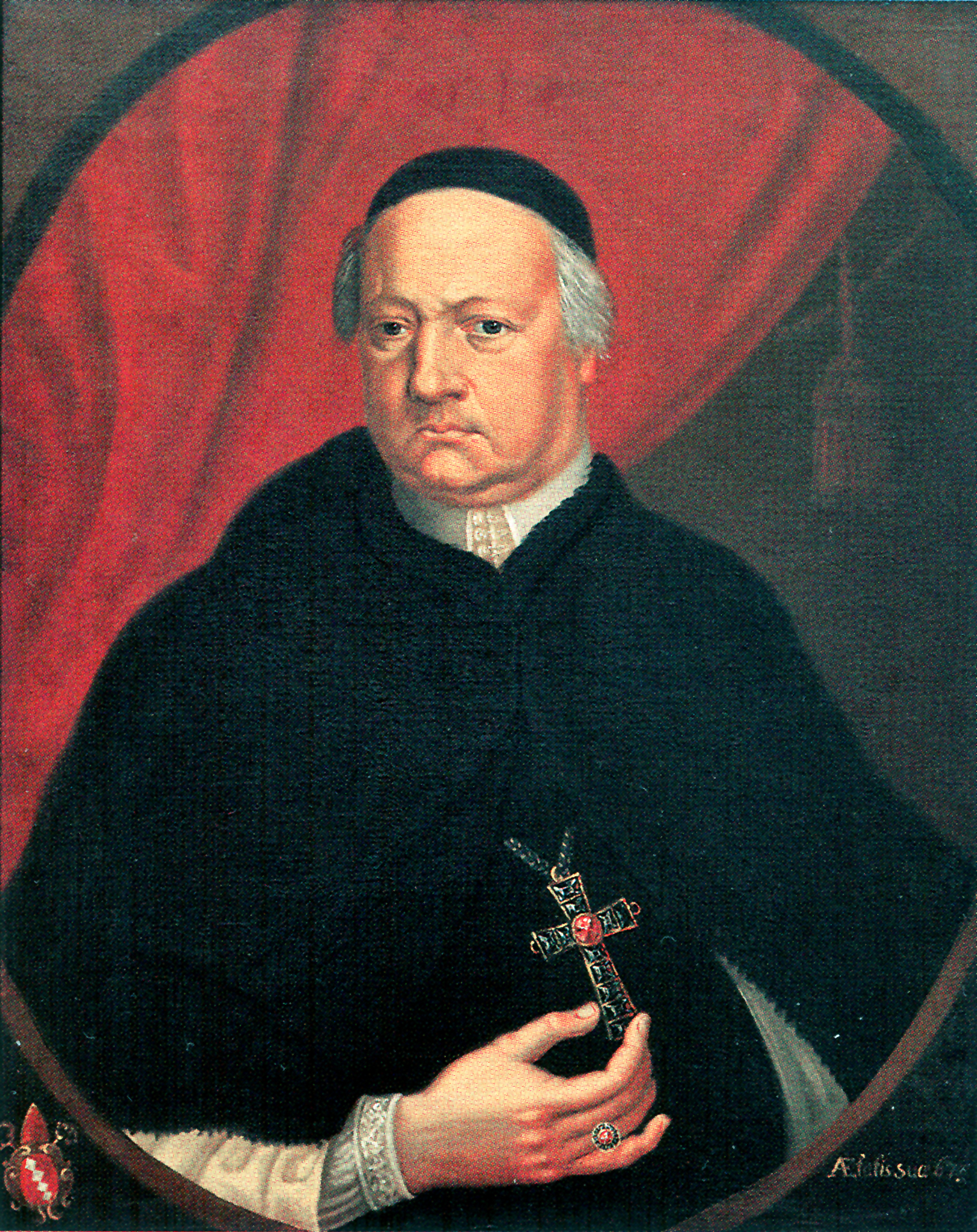
Agostino Steffani; † 12. Februar

- 12. Februar: Agostino Steffani, italienischer Komponist, Diplomat und katholischer Weihbischof (* 1654)
- 12. März: Carlo Sigismondo Capece, italienischer Librettist und Theaterschriftsteller (* 1652)
- 07. April: Johann Andreas Grammlich, protestantischer Erbauungsschriftsteller und Liederdichter (* 1689)
- 13. April: Johann Christoph Schmidt, deutscher Komponist (* 1664)
- 16. April: Anna Maria Schober, deutsche Opern- und Konzertsängerin (* 1672)

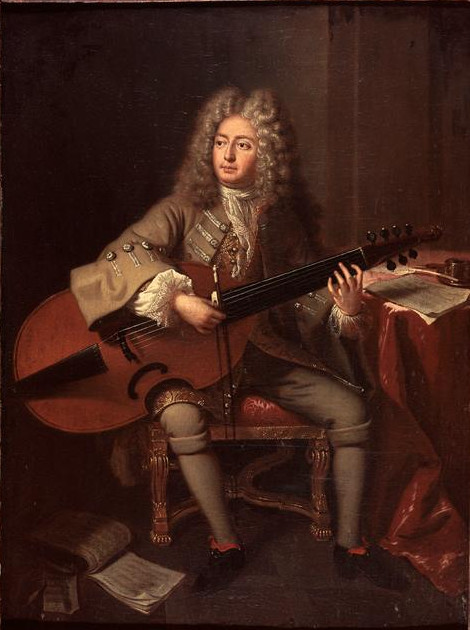
Marin Marais; † 15. August

- 23. April: Tomás de Torrejón y Velasco, peruanischer Komponist (* 1644)
- 01. Mai: Johann Caspar Humpel, deutscher Orgelbauer (* vor 1700)
- 02. Mai: Johann Georg Keifflin, elsässischer evangelischer Theologe und Komponist (* 1672)
- 24. Juni: Martin Junkhans, österreichischer Orgelbauer (* 1648)
- 15. August: Marin Marais, französischer Gambist und Komponist (* 1656)

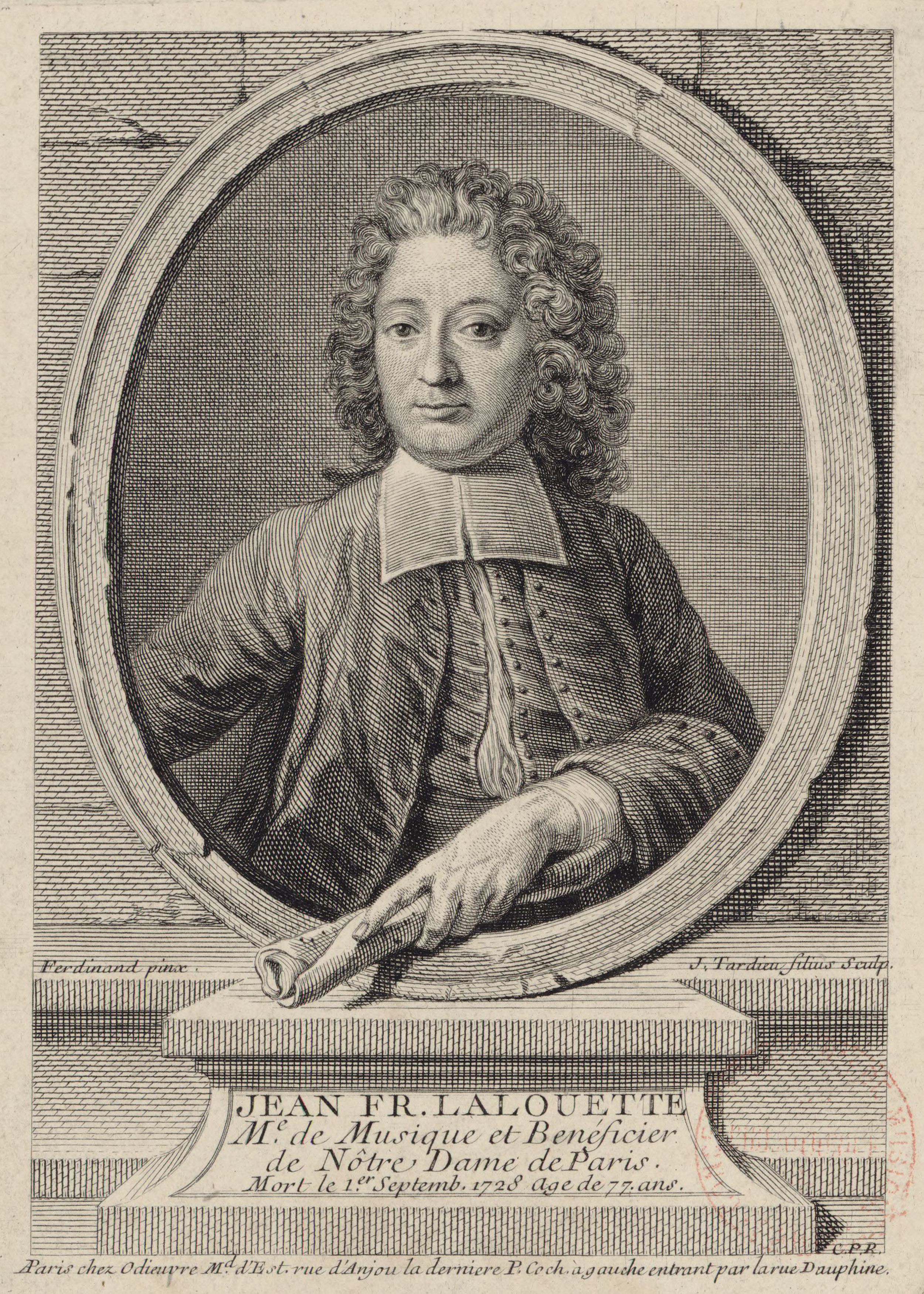
Jean-François Lalouette; † 31. August

- 31. August: Jean-François Lalouette, französischer Komponist und Kirchenmusiker (* 1651)
- 07. Oktober: Jean-Baptiste Volumier, flämischer Violinvirtuose und Komponist (* um 1670)
- 08. Oktober: Anne Danican Philidor, französischer Komponist und Hofmusiker (* 1681)
- 06. November: Johann Jakob Kress, deutscher Komponist, Violinist und Konzertmeister (* um 1685)
- 16. November: Johann Christoph Windisch, deutscher Schullehrer und Organist, Bildhauer und Schreiner (* 1654)
- 19. November: Leopold, Landesfürst von Anhalt-Köthen, Förderer und Freund Johann Sebastian Bachs (* 1694)

### Genaues Todesdatum unbekannt
- Gaetano Greco, italienischer Musikpädagoge und Komponist (* um 1657)